# Idolek mauretański

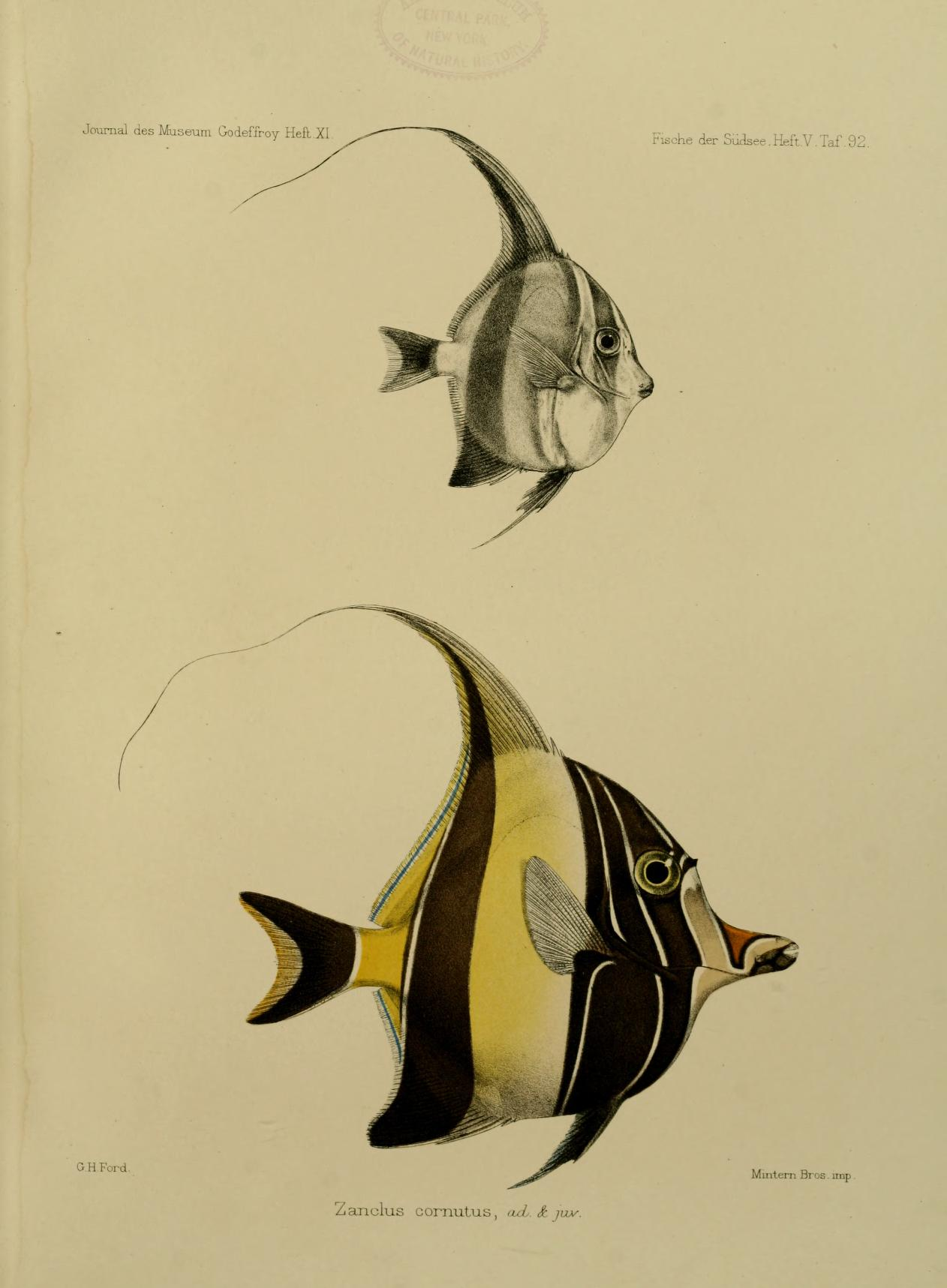
Osobnik młodociany (u góry) i dorosły

Idolek mauretański, idolek (Zanclus cornutus) – gatunek morskiej, drapieżnej ryby okoniokształtnej z rodziny idolkowatych (Zanclidae), której jest jedynym przedstawicielem.

## Występowanie
Ocean Indyjski i Ocean Spokojny – gatunek pospolity w lagunach, na płyciznach oraz w rejonach raf skalnych i koralowych od strony otwartego morza. Spotykany na głębokościach od 3 do 182 m, ale zwykle przebywa blisko powierzchni.

## Budowa
Ciało bocznie ścieśnione, wysoko wygarbione, w kształcie zbliżonym do dysku, żółto-białe z dwoma czarnymi pionowymi pręgami przecinającymi kontur ciała. Ogon czarny z białym zakończeniem. Trzeci promień płetwy grzbietowej jest przekształcony w długi kosmyk wici, służący prawdopodobnie do sondowania wysokości sklepienia wnętrza nocnych kryjówek. Pysk wysunięty, w kształcie rurki, zakończony małym otworem gębowym. W każdym kącie otworu gębowego młodych osobników występuje jeden mały, ostry kolec, który zanika z wiekiem. Zęby liczne, długie i szczecinowate. Przed okiem dorosłych idolków występuje mały wyrostek kostny – u samców jest on większy. Długość ciała sięga 23 cm.

## Biologia i ekologia
Idolki mauretańskie pływają w małych grupach złożonych z 2–3 osobników, rzadziej w licznych zgrupowaniach. Starsze osobniki przebywają zwykle samotnie. Są to ryby jajorodne. Larwy rozwijają się przez długi czas unoszone wodami pelagialnymi, dzięki czemu gatunek jest szeroko rozprzestrzeniony.
Są aktywne w ciągu dnia. Długim pyszczkiem skubią gąbki, mszywioły i wyciągają z głębszych szczelin drobne, oskorupione bezkręgowce, głównie skorupiaki i mięczaki.

## Znaczenie dla człowieka
Ubarwienie Zanclus cornutus przyciąga uwagę ludzi, co znajduje odzwierciedlenie w licznych dziełach sztuki malarskiej i zdobniczej artystów wysp Oceanii. Dla ludności muzułmańskiej gatunek ten stał się przedmiotem kultu („bożek morski”), stąd powszechna w wielu językach nazwa „idol mauretański”. Wśród akwarystów zyskał dużą popularność, choć w akwariach rzadko udaje się utrzymać go przy życiu.